# Stachowice

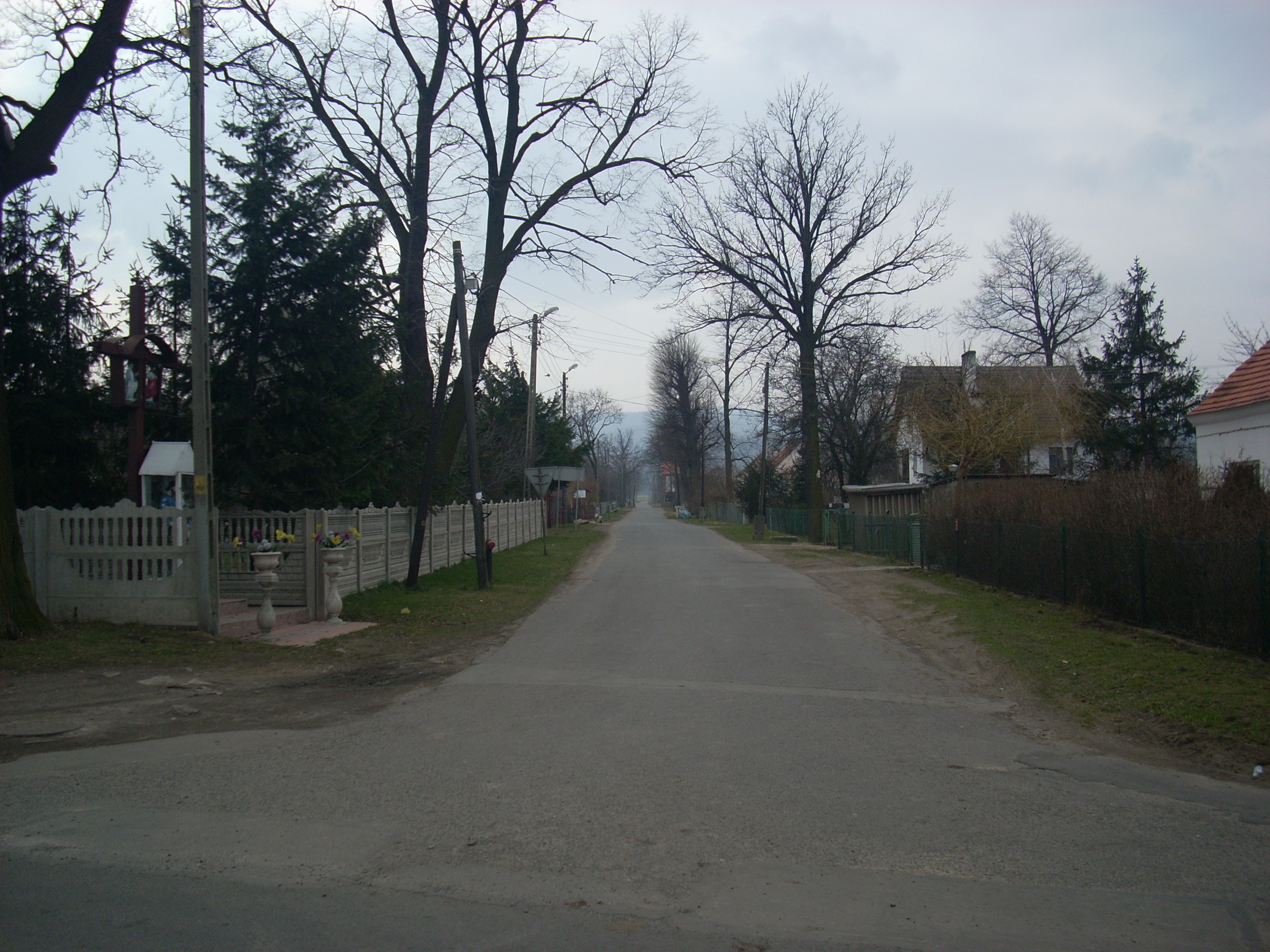
Stachowice

Stachowice (deutsch Groß Friedrichsfelde) ist ein Ort der Landgemeinde Świdnica (Schweidnitz) im Powiat Świdnicki der Woiwodschaft Niederschlesien in Polen.

## Lage
Stachowice liegt etwa 15 Kilometer südöstlich von Świdnica (Schweidnitz) und 55 Kilometer südwestlich von Breslau.

## Geschichte
Groß Friedrichsfelde entstand 1800 auf den Feldern des vormaligen Friedrichshofes, einer Schafweide. Nachfolgend wurde auch die Kolonie Klein Friedrichsfelde gegründet. Es war nach Leutmannsdorf gepfarrt und gehörte zum Amtsbezirk. Anfang des 20. Jahrhunderts betrug die Einwohnerzahl in Groß Friedrichsfelde 279 und in Klein Friedrichsfelde 289. In der evangelischen Schule in Groß Friedrichsfelde unterrichtete ein Lehrer 48 Kinder.
1937 wurde Ober Leutmannsdorf, Leutmannsdorf Bergseite, Klein Friedrichsfelde, Leutmannsdorf Grundseite, Klein Leutmannsdorf und Groß Friedrichsfelde zur Gemeinde Leutmannsdorf zusammengeschlossen.
Als Folge des Zweiten Weltkriegs fiel Groß Friedrichsfelde mit dem größten Teil Schlesiens 1945 an Polen. Nachfolgend wurde es in Stachowice umbenannt. Die einheimische deutsche Bevölkerung wurde – soweit sie nicht schon vorher geflohen war – vertrieben. Die neu angesiedelten Bewohner waren teilweise Zwangsumgesiedelte aus Ostpolen, das an die Sowjetunion gefallen war.
Von 1975 bis 1998 gehörte Stachowice zu Woiwodschaft Wałbrzych.